# Hagen
För andra betydelser, se Hagen (olika betydelser).
Hagen är en kreisfri stad i Nordrhein-Westfalen. Den ligger i den sydöstra delen av Ruhrområdet, omkring 15 kilometer söder om Dortmund, och har cirka 190 000 invånare. Staden är en betydande industristad och järnvägsknutpunkt med en stor rangerbangård (Hagen-Vorhalle). I Hagen finns också Tysklands enda statliga distansuniversitet, med cirka 56 000 studenter.

## Ortsteile
Hagen har tretton Ortsteile: Mittelstadt, Altenhagen, Hochschulviertel, Emst, Wehringhausen, Vorhalle, Boele, Haspe-Ost, Haspe-West, Eilpe, Dahl, Hohenlimburg och Lennetal.